# Lill-Brännkullen
Lill-Brännkullen är ett naturreservat i Sollefteå kommun i Västernorrlands län.
Området är naturskyddat sedan 2017 och är 24 hektar stort. Reservatet består av grandominerad naturskog och på höjderna av brandpräglad tallskog.